# گارد جاویدان (ساسانی)

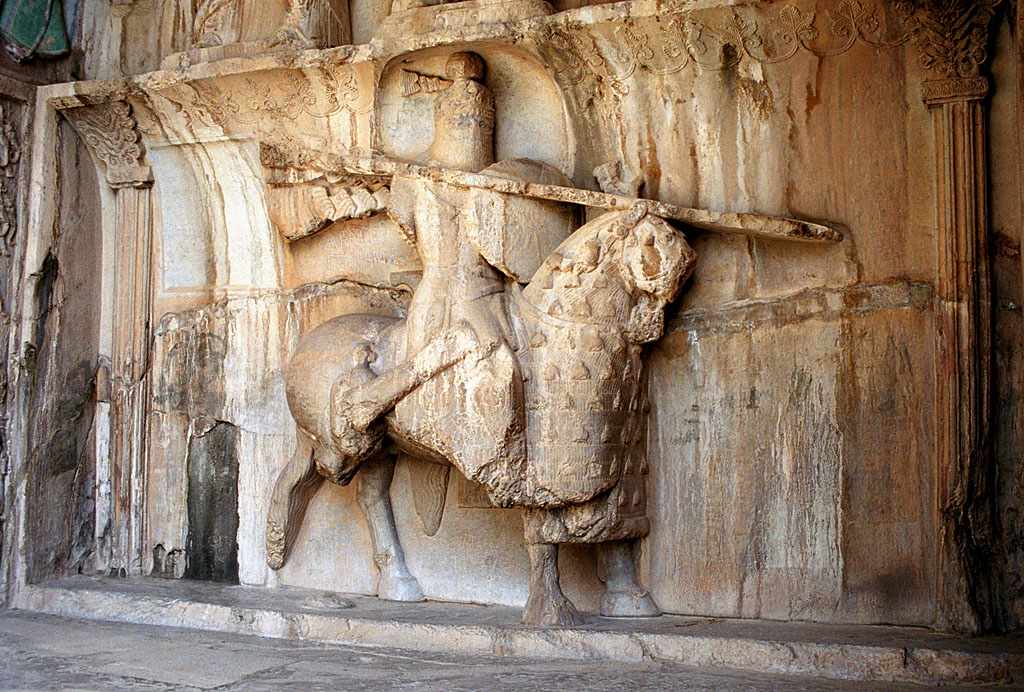
سنگ‌نگاره یک کاتافراکت ساسانی منسوب به خسرو پرویز شاهنشاه ساسانی در طاق بستان

گارد جاویدان (به پارسی میانه: žāyēdān) یک گردان ده‌هزار نفره از نیروهای نخبه سپاه ساسانی بود. هدف از تشکیل این گردان احیای گارد جاویدان سابق شاهنشاهی هخامنشی بود که از نظر تاریخی در ذهن ایرانیان باقی مانده بود زیرا شواهد نشان می‌دهد که از نظر لباس هم یکسان بوده‌اند. این جنگجویان از بهترین تجهیزات دوران ساسانی برخوردار بودند که در کل ارتش ساسانی بی‌مانند بود.

## حضور در جنگ
سربازان جاویدان که از کاتافراکت بودند، یک نوع سواره‌نظام سنگین برای ایجاد شک در نبرد یا رهبری نبرد ساخته شده بود. هر چند نیروهای ویژهٔ جاوید در جنگ‌های ایران و روم به عنوان ذخایر در کنار سپهبدها می‌ایستادند ولی هنگامی که به نبرد فرستاده می‌شدند، تلفات سنگینی بر دشمن وارد می‌کردند. کاوه فرخ در کتاب سایه در کویر: ایران باستان در جنگ می‌نویسد: «آنها اغلب در برابر اعراب در قرن هفتم استفاده می‌شدند؛ مثل نبرد دارا، نبرد پل و نبرد قادسیه.»

## سلاح
نیروهای جاوید از برترین سلاح‌های روز آن زمان برخوردار بودند از جمله آنها می‌توان نیزه، شمشیر، گرز، خنجر و کمان اشاره کرد. پوشش زرهی آنها نیز از پولاد یا برنج ساخته شده که بسیار سنگین و محکم بود. به گفته برخی از تاریخ‌نگاران آنها زنجیرهای طلایی و دستبند به عنوان درجهٔ نظامی در ارتش ساسانی می‌پوشیدند. آنها از کلاه خودهای گردی برخوردار بودند که سبک آن در جنگ‌های دیگر در دنیا از جمله کشورهای اروپایی از ساسانی‌ها الهام گرفته شده‌است.